# Mariatorget (tunnelbanestation)
Mariatorget är en station i Stockholms tunnelbana. Stationen trafikeras av T-bana 2 (röda linjen) och ligger mellan stationerna Slussen och Zinkensdamm. Själva stationen ligger ungefär mellan Swedenborgsgatan, Torkel Knutssonsgatan, Wollmar Yxkullsgatan och Krukmakargatan. Plattformarna ligger cirka 20 meter under marken.
Avståndet till Slussen är 1 kilometer. Stationen öppnades den 5 april 1964, när första etappen av röda linjen invigdes. Ingångar finns från Swedenborgsgatan 4 samt från Torkel Knutssonsgatan 33.

## Utsmyckning
Konstnärlig utsmyckning av Karin Björquist och Kjell Abramson med väggar prydda med keramikstavar i gulbrun färg. Deras skisser och materialprover finns bevarade på ArkDes. Keramiken tillverkades vid Gustavsbergs porslinsfabrik. Vid den västra uppgången står statyn ”Människa och pelare” av Asmund Arle, stulen ett flertal gånger. Britt-Louise Sundell formgav grindar i konstsmide vid ingången till perrongen på stationen.
Bakom konsten på spårväggarna på stationen sitter sedan 2006 ett tåligt och lättsanerat emaljsystem för att minska kostnaden för klottersanering och trötta ut klottrarna.

## Incidenter
Natten till tisdagen den 18 mars 2008 upptäcktes dynamit i tunneln mellan Mariatorget och Slussen. Det rörde sig om gammal dynamit som glömts kvar sedan tunneln byggdes. Tunnelbanan på den röda linjen stängdes av under ett par timmar på morgonen medan polisen tog hand om de gamla sprängämnena.

## Bilder

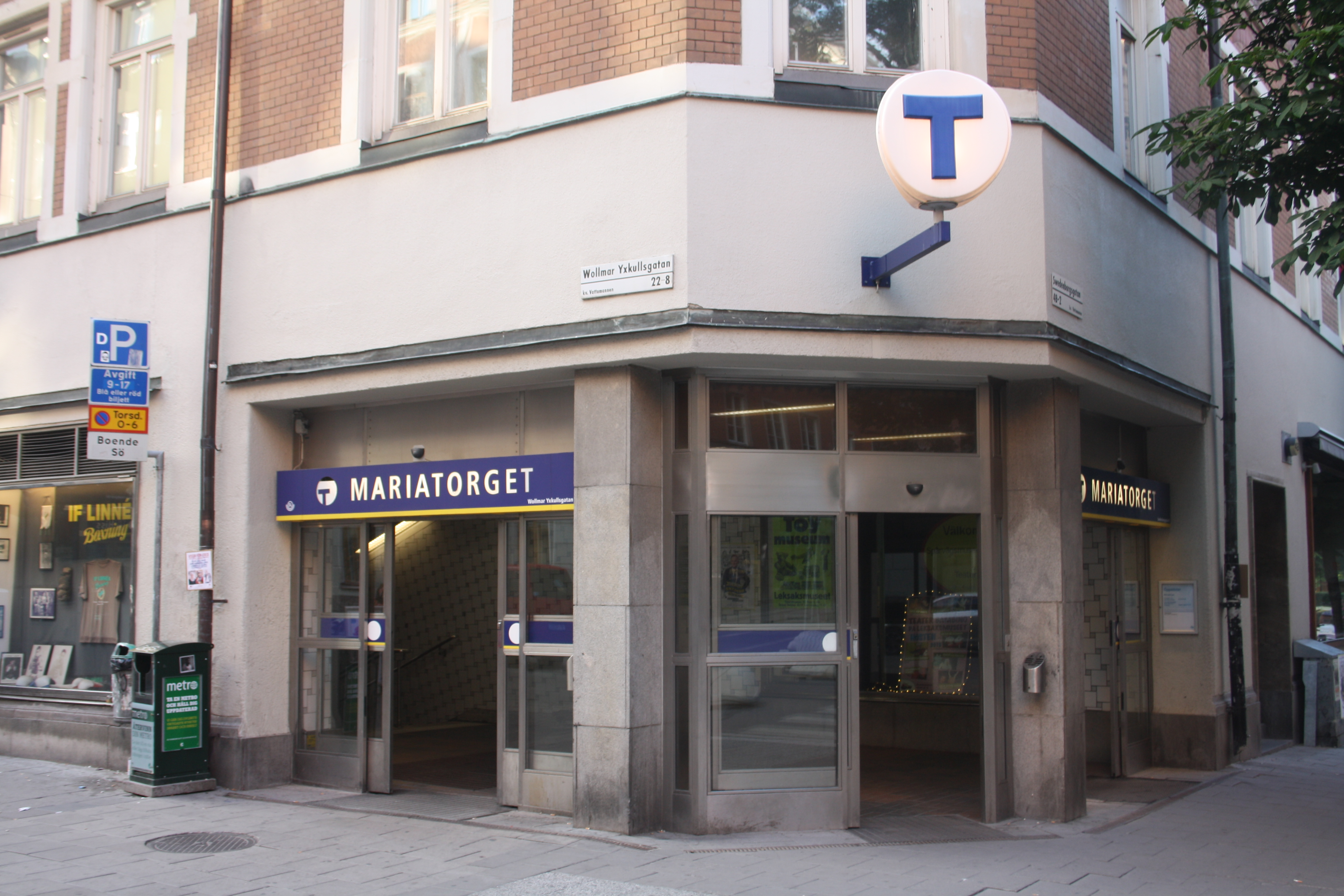
Ingång från Swedenborgsgatan/Wollmar Yxkullsgatan
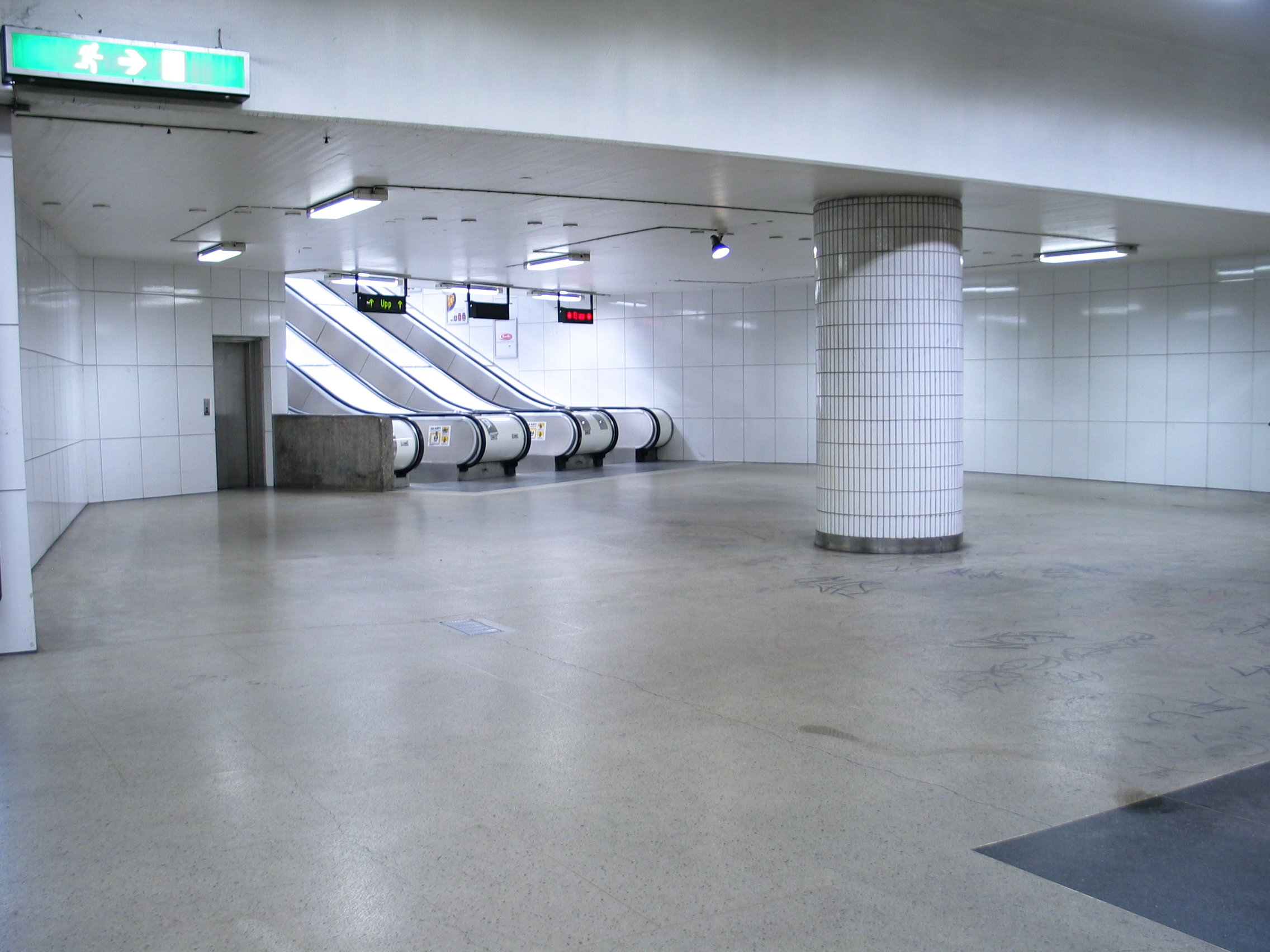
Upp- och nedgång, september 2005.
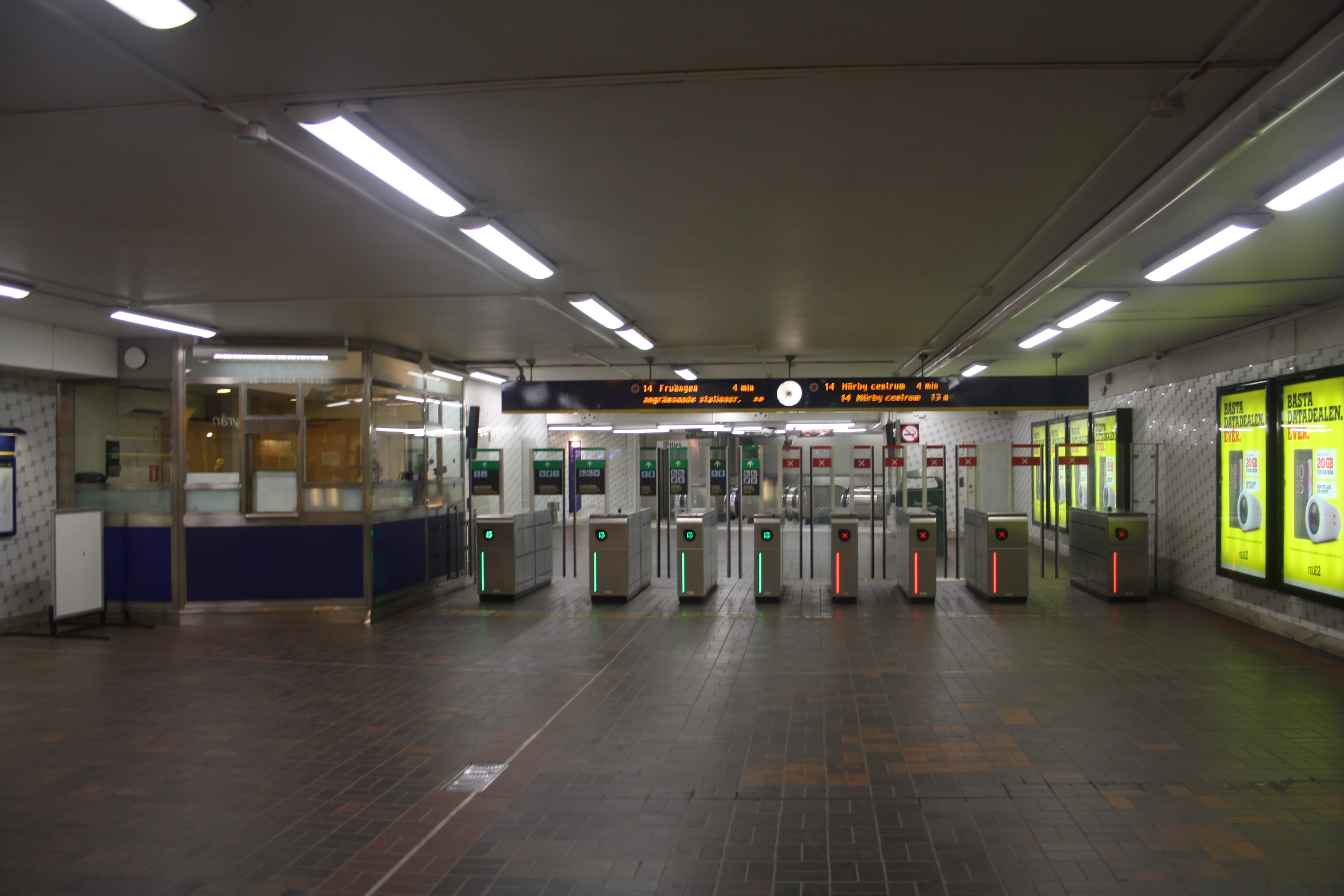
Spärrarna till Mariatorget
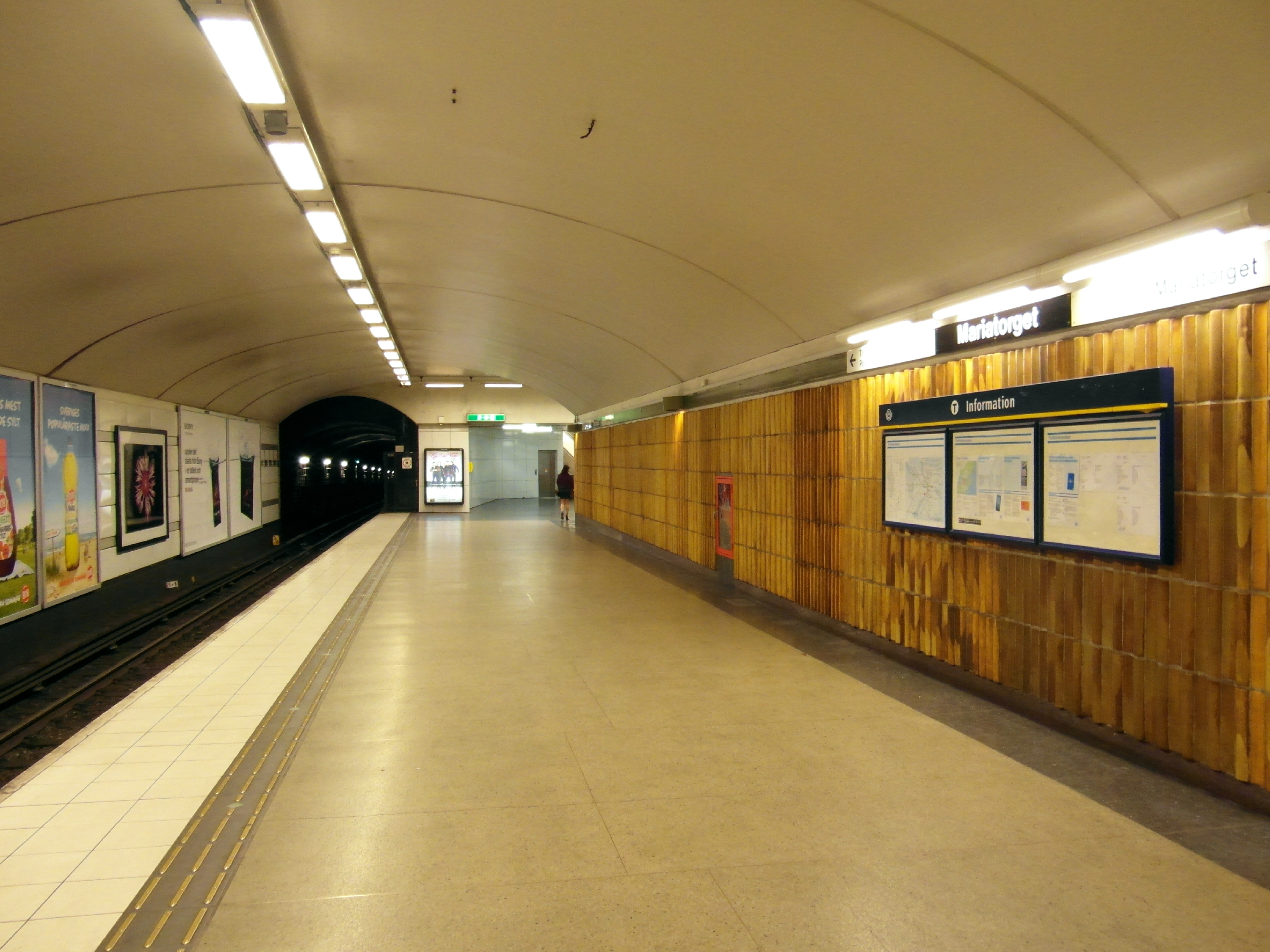
Perrong på Mariatorget
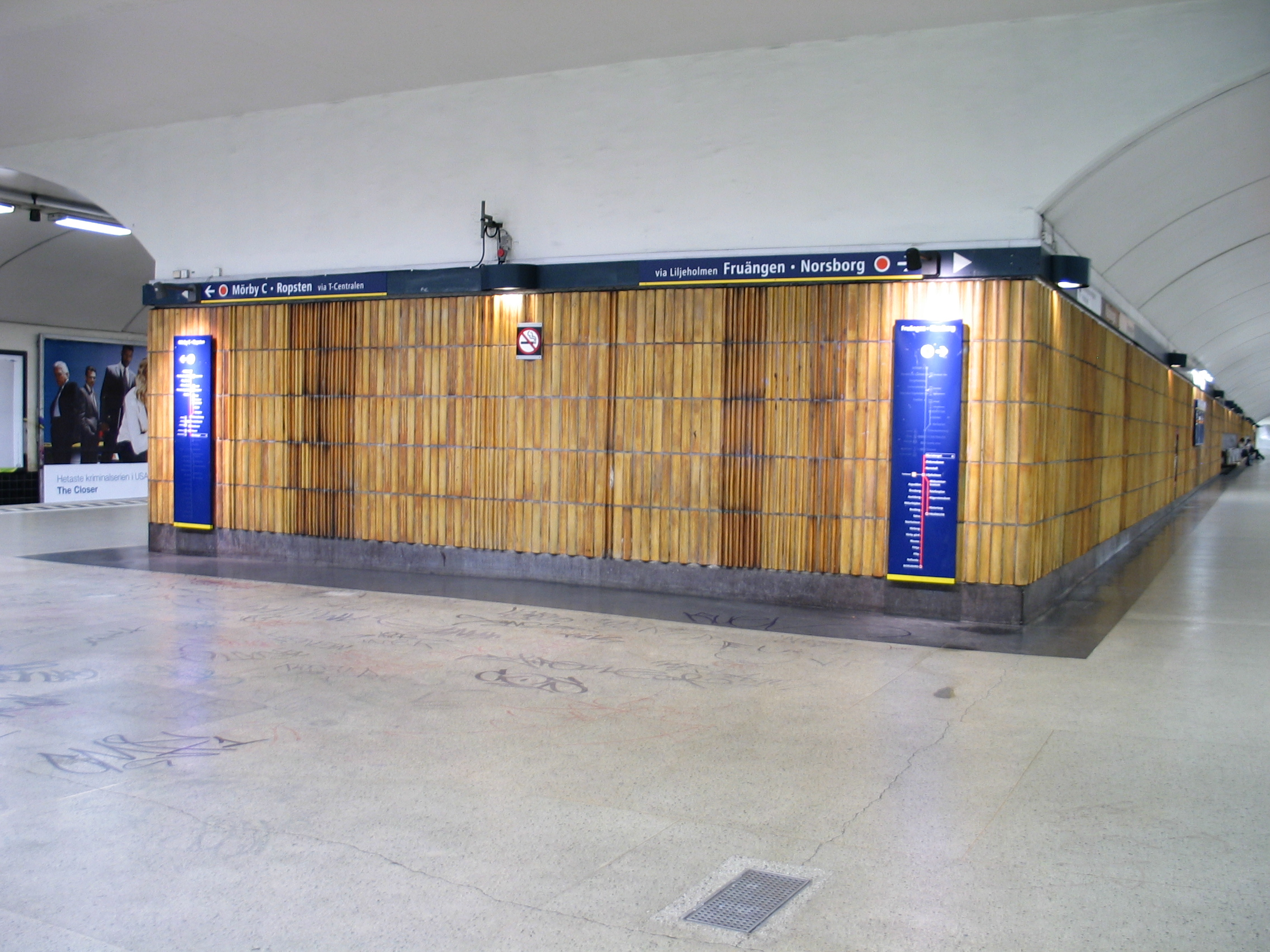
Stationen med sina gula väggar, september 2005
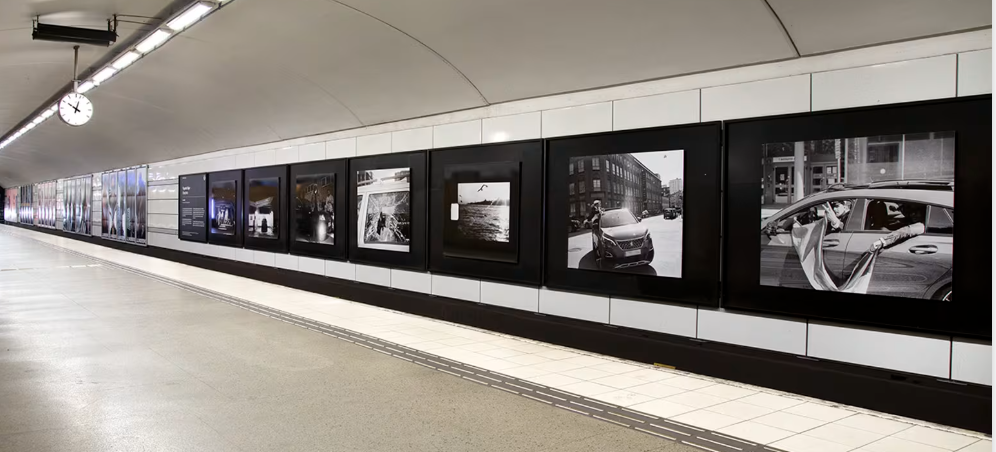
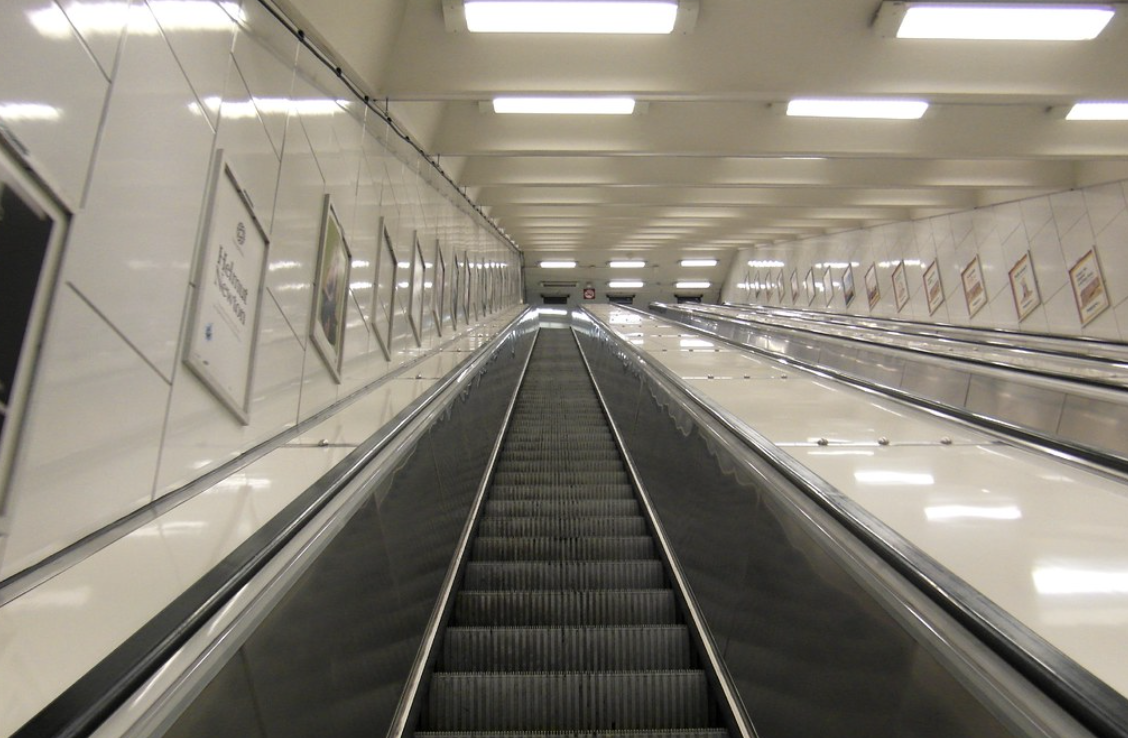
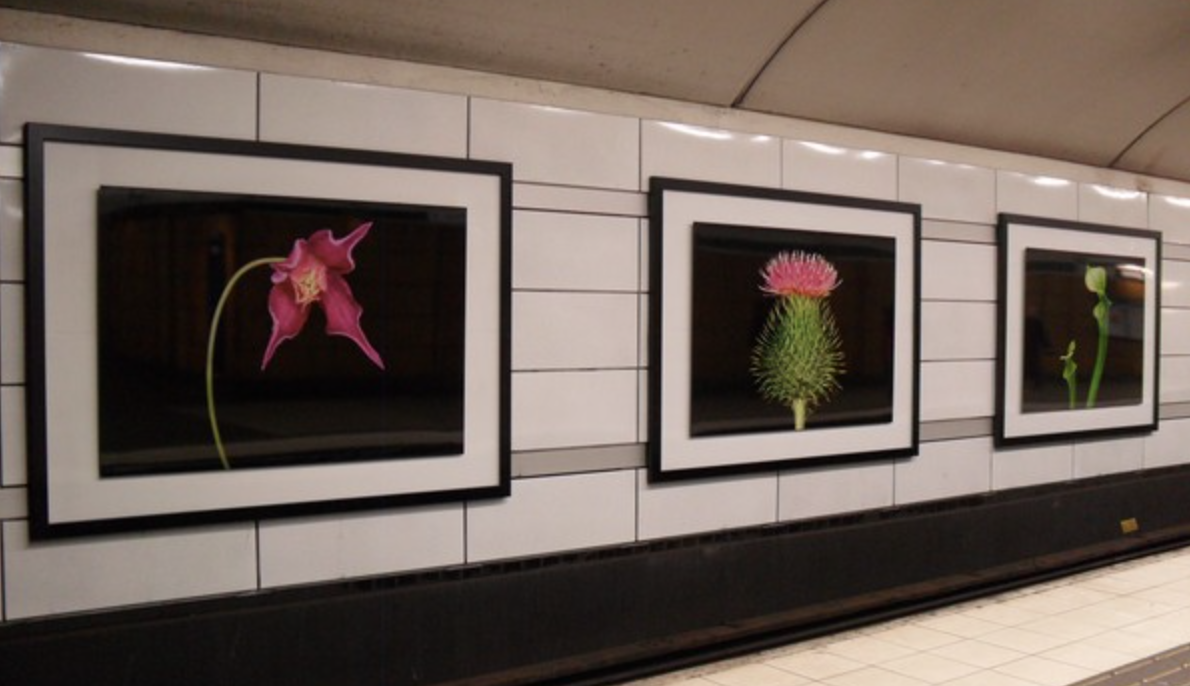